# Drosophila novaspinofera
Drosophila novaspinofera är en tvåvingeart som beskrevs av J.P. Gupta och B.K. Singh 1979. Arten beskrevs i samma vetenskapliga artikel som Drosophila penispina.

## Taxonomi och släktskap
Arten tillhör undersläktet Drosophila och artgruppen Drosophila quinaria.

## Utbredning
Artens utbredningsområde är Indien.